# حصن مشمل (صنعاء)

تعديل مصدري - تعديل

حصن مشمل هي إحدى قرى الجمهورية اليمنية. تتبع جغرافيا لمحافظة صنعاء وإداريًا لمديرية الحصن. يبلغ تعداد سكانها 1326 نسمة حسب الإحصاء الذي أجري عام 2004.